# Théodore Lamberté
Théodore Lamberté (ou Lamberthé) est un imprimeur révolutionnaire français né le 2 avril 1769 à Provins et mort le 8 octobre 1813 à La Nouvelle-Orléans (Louisiane).

## Biographie
Fils de Jacques Lamberté, voiturier, et d’Anne Milleret, il se forme au métier d’imprimeur, probablement à Paris chez PanckoukeEn 1793, il s’établit à Melun où il devient imprimeur officiel de la Société populaire et du département de Seine-et-Marne qu'il préside. Fervent militant révolutionnaire, il imprime sous la raison "Chez le Républicain Lamberté" plusieurs textes engagés, dont un intitulé Liberté, égalité, fraternité, unité, ou la mort. Le 12 avril 1795, en pleine réaction thermidorienne, il est désarmé avec d’autres militants qualifiés de "terroristes", dont son prote Louis-Nicolas Rozé (ou Rozay). Contraint de cesser son activité, il se retire alors à Chartrettes (Seine-et-Marne). Arrêté en avril 1795 en raison de son engagement, il est finalement amnistié en octobre de la même année.
En 1796, Lamberté s’installe à Paris et devient l'un des principaux membres du groupe du Café Chrétien, où il se lie aux babouvistes et participe à l’impression de documents liés à la Conjuration des Égaux de Gracchus Babeuf.
Dénoncé par le commissaire du Pouvoir exécutif près de l’administration du canton de Rosoy comme l’imprimeur probable de la propagande babouviste, il est arrêté le 27 mai 1796. Transféré à Vendôme, il est inculpé de conspiration et jugé par la Haute-Cour de Vendôme. Lors des audiences, il reconnaît avoir imprimé des placards babouvistes mais refuse de divulguer l’identité de ses commanditaires. Il signe avec les autres accusés une protestation déclarant la Haute-Cour "incompétente pour procéder contre eux" et profite du procès pour défendre la liberté de la presse, dénoncer "l’immoralité du gouvernement" et critiquer la "scélératesse du tribunal". Plusieurs témoins comparaissent en sa faveur, notamment le 10 germinal an V, pour contredire l’accusation selon laquelle les tympans de ses presses auraient conservé les traces de pamphlets interdits. Malgré des altercations avec le président du tribunal, il est acquitté le 26 mai 1797.
Il épouse Claire Privat, veuve de François Lais (ou Lay), adjudant-général exécuté après l’affaire du camp de Grenelle. Il reprend son activité d’imprimeur et publie plusieurs journaux aux titres évocateurs tels que "Le Défenseur de la liberté et des principes" (an V - an VII) de René-François Bescher, ainsi que "Le démocrate ou le défenseur des principes", "L’ami de la liberté", et "L’ennemi des tyrans". Il entretient également une correspondance suivie avec les babouvistes détenus au fort national de l’île Pelée et avec leurs proches.
En 1799, Lamberté et son épouse sont dénoncés pour avoir tenu dans un café de Melun « des propos injurieux au gouvernement », sans que cela n’entraîne de poursuites immédiates. Cependant, après l’attentat de la rue Saint-Nicaise en l’an IX (1800), il est de nouveau arrêté et inclus parmi les 133 proscrits jugés dangereux par le régime consulaire, aux côtés d’anciens jacobins et babouvistes comme Mathurin Bouin, Jean-Antoine Rossignol, Pierre-Nicolas Chrétien, Jacques Cordas, François Dufour et Jean-Baptiste Goulard.
D’abord interné à l’île d’Oléron, il tente une première évasion mais est repris. En fructidor an X (1802), il est condamné à la déportation et transféré à Cayenne (Guyane française) en an XII (1804). Il parvient à s’évader une première fois, sans succès. Une seconde tentative en aout 1804, cette fois en compagnie d’un co-détenu de droit commun, le marseillais Pignatel, réussit : ils volent une pirogue et rejoignent le Surinam. À cette occasion, Victor Hugues, agent du gouvernement en Guyane, informe le ministre de la Marine et des colonies que selon toute vraisemblance, il se serait noyé.
Pourtant, Lamberté survit et s’ensuit un possible séjour à Porto-Rico en 1806 d’où il serait chassé toutefois après l’ abdication de Bayonne. Comme plusieurs transfuges républicains français, il gagne finalement La Nouvelle-Orléans (Louisiane) où il reprend son métier d’imprimeur. Dès septembre 1808, il y publie un journal, L’Écho du commerce, et, en 1809, un recueil de chansons intitulé Le Chansonnier des grâces : almanach chantant pour l’année 1809 - dédié aux dame, signé Alexis Daudet, sans doute le librettiste de La Dame invisible de Boieldieu. En 1811, il est toujours en activité sous la raison sociale "Th. Lamberté & Co" et publie des almanachs et un Tableau de la loge maçonnique louisianaise. Théodore Lamberté meurt en octobre 1813.